# Метод Ньютона в оптимізації

Порівняння градієнтного спуску (зелений) та методу Ньютона (червоний) для мінімізації функції (з невеликими розмірами кроків). Метод Ньютона використовує інформацію кривини (тобто другу похідну), щоб взяти більш прямий маршрут.

В диференціальному численні метод Ньютона — це ітераційний метод пошуку коренів диференційовної функції {\displaystyle F}, які є розв'язками рівняння {\displaystyle F(x)=0}. В оптимізації метод Ньютона застосовується до похідної {\displaystyle f'} подвійно диференційовної функції {\displaystyle f} для пошуку коренів похідної (розв'язки {\displaystyle f(x)=0}), також відомих як стаціонарні точки {\displaystyle f.} Ці розв'язки можуть бути мінімумами, максимумами або сідловими точками.

## Метод Ньютона
Центральною задачею оптимізації є мінімізація функцій. Розглянемо спочатку випадок одновимірних функцій, тобто функцій однієї змінної. Пізніше ми розглянемо загальніший і корисніший багатовимірний випадок.
Маючи двічі диференційовну функцію {\displaystyle {\displaystyle f:\mathbb {R} \to \mathbb {R} }}, ми прагнемо вирішити оптимізаційну задачу
{\displaystyle {\displaystyle \min _{x\in \mathbb {R} }f(x).}}
Метод Ньютона намагається вирішити цю проблему шляхом побудови послідовності {\displaystyle {\{x_{k}\}}} з початкової здогадки (відправної точки) {\displaystyle x_{0}\in \mathbb {R} }, котра збігається до мінімізатора {\displaystyle x_{*}} функції {\displaystyle f}, використовуючи послідовність наближень Тейлора другого порядку функції {\displaystyle f} навколо точок послідовності. Розвинення Тейлора другого порядку функції {\displaystyle f} в околі {\displaystyle x_{k}} це
{\displaystyle {\displaystyle f(x_{k}+t)\approx f(x_{k})+f'(x_{k})t+{\frac {1}{2}}f''(x_{k})t^{2}.}}
Наступна точка {\displaystyle x_{k+1}} визначена таким чином, щоб мінімізувати це квадратичне наближення по {\displaystyle t} і встановити {\displaystyle {\displaystyle x_{k+1}=x_{k}+t}}. Якщо друга похідна додатна, то квадратичне наближення є опуклою функцією {\displaystyle t}, і її мінімум можна знайти, прирівнявши похідну до нуля. Тому
{\displaystyle {\displaystyle \displaystyle 0={\frac {\rm {d}}{{\rm {d}}t}}\left(f(x_{k})+f'(x_{k})t+{\frac {1}{2}}f''(x_{k})t^{2}\right)=f'(x_{k})+f''(x_{k})t,}}
мінімум досягається для
{\displaystyle {\displaystyle t=-{\frac {f'(x_{k})}{f''(x_{k})}}.}}
Збираючи все разом, метод Ньютона виконує ітерацію
{\displaystyle {\displaystyle x_{k+1}=x_{k}+t=x_{k}-{\frac {f'(x_{k})}{f''(x_{k})}}.}}

## Геометрична інтерпретація
Геометрична інтерпретація методу Ньютона полягає в тому, що при кожній ітерації ми допасовуємо параболоїд до поверхні {\displaystyle f(x)} у пробному значенні {\displaystyle x_{k}}, що має ті ж нахил та кривину, що і поверхня в цій точці, а потім переходимо до максимуму або мінімуму цього параболоїда (у більш високих вимірах це також може бути сідлова точка). Зверніть увагу, що якщо {\displaystyle f} це квадратична функція, то точний екстремум буде знайдений за один крок.

## Вищі виміри
Наведену вище ітеративну схему можна узагальнити на {\displaystyle d} вимірів за допомогою заміни похідної на градієнт (різні автори використовують різні позначення для градієнта включно з {\displaystyle f'(x)=\nabla f(x)=g_{f}(x)\in \mathbb {R} ^{d}}) і оберненої другої похідної на обернену матрицю Гесе (різні автори використовують різні позначення для матриці Гесе включно з {\displaystyle f''(x)=\nabla ^{2}f(x)=H_{f}(x)\in \mathbb {R} ^{d\times d}}). Так отримуємо таку ітеративну схему
{\displaystyle x_{k+1}=x_{k}-[f''(x_{k})]^{-1}f'(x_{k}),\qquad k\geq 0.}
Часто метод Ньютона змінюють, щоб включити маленький розмір кроку {\displaystyle 0<\gamma \leq 1} замість {\displaystyle \gamma =1}:
{\displaystyle x_{k+1}=x_{k}-\gamma [f''(x_{k})]^{-1}f'(x_{k}).}
Це часто роблять, щоб гарантувати, що умови Вольфе задовольняються на кожному кроці методу.

## Збіжність
Припустімо, що {\displaystyle f} двічі неперервно диференційовна на відкритому проміжку {\displaystyle (a,b)} і існує {\displaystyle x^{*}\in (a,b)} таке, що {\displaystyle f'(x^{*})\neq 0.} За умови, що метод Ньютона визначено як
{\displaystyle x_{k+1}=x_{k}-{\frac {f(x_{k})}{f'(x_{k})}},}
і припущення, що {\displaystyle x_{k}\to x^{*}} коли {\displaystyle k\to \infty .} Можна стверджувати, що при достатньо великому {\displaystyle k,}
{\displaystyle |x_{k+1}-x^{*}|\leq M|x_{k}-x^{*}|^{2}\ } при {\displaystyle M>{\frac {|f''(x^{*})|}{|f'(x^{*})|}}.}
Тобто, {\displaystyle x_{k}} збігається до {\displaystyle x^{*}} квадратично.

### Доведення
Нехай {\displaystyle e_{k}=x_{k}-x^{*},} тобто {\displaystyle x_{k}-e_{k}=x^{*}.} Згідно з теоремою Тейлора, поклавши {\displaystyle x=x_{k}} і {\displaystyle h=-e_{k},} для певного {\displaystyle \xi _{k}} у проміжку від {\displaystyle x_{k}} до {\displaystyle x^{*}} маємо
{\displaystyle f(x_{k}-e_{k})=f(x_{k})-e_{k}f'(x_{k})+{\frac {(e_{k})^{2}}{2}}f''(\xi _{k}).}
Завдяки тому, що {\displaystyle x_{k}-e_{k}=x^{*}} і {\displaystyle f(x^{*})=0,} маємо
{\displaystyle 0=f(x_{k})-(x_{k}-x^{*}f'(x_{k})+{\frac {(e_{k})^{2}}{2}}f''(\xi _{k}).}
Через те, що похідна {\displaystyle f} неперервна з {\displaystyle f(x^{*})\neq 0,} можна сказати, що {\displaystyle f'(x_{k})\neq 0,} якщо {\displaystyle x_{k}} достатньо близько до {\displaystyle x^{*}.} Отже ми можемо поділити на {\displaystyle f'(x_{k})}
{\displaystyle 0={\frac {f(x_{k})}{f'(x_{k})}}-(x_{k}-x^{*})+{\frac {(e_{k})^{2}f''(\xi _{k})}{2f'(x_{k})}},}
скориставшись означенням методу Ньютона маємо
{\displaystyle x_{k+1}-x^{*}={\frac {(2e_{k})^{2}f''(\xi _{k})}{2f'(x_{k})}}.}
Отже,
{\displaystyle |x_{k+1}-x^{*}|={\frac {f''(\xi _{k})}{2f'(x_{k})}}|x_{k}-x^{*}|^{2}.}
Завдяки неперервності, {\displaystyle f'(x_{k})} збігається до {\displaystyle f'(x^{*})} і, з того, що {\displaystyle \xi _{k}} гніздиться між {\displaystyle x_{k}} і {\displaystyle x^{*}} випливає, що {\displaystyle \xi _{k}} збігається до {\displaystyle x^{*}} і тому {\displaystyle f''(\xi _{k})} збігається до {\displaystyle f''(x^{*}),} отже, для достатньо великих {\displaystyle k,}
{\displaystyle |x_{k+1}-x^{*}|\leq M|x_{k}-x^{*}|^{2}\ } якщо {\displaystyle M>{\frac {|f''(x^{*})|}{2|f'(x^{*})|}}.}